# Półwysep Apeniński
Półwysep Apeniński – półwysep w Europie Południowej o powierzchni 131 337 km², otoczony przez akweny Morza Śródziemnego: Morze Liguryjskie i Tyrreńskie od zachodu, Jońskie od południa oraz Adriatyckie od wschodu. Zatoka Triesteńska oddziela go od półwyspu Istria, Cieśnina Otranto od Półwyspu Bałkańskiego, a Cieśnina Mesyńska od Sycylii.
Rozciąga się z północy na południe na długości ponad 1000 km, natomiast jego szerokość waha się od 30 km do 230 km. Linia brzegowa raczej słabo rozwinięta, jedynie na południu rozgałęzia się na mniejsze półwyspy: Salentyński, Kalabryjski oraz Gargano.
Wnętrze półwyspu jest wyżynno-górzyste, z głównym łańcuchem Apeninów, stanowiącym „kręgosłup” półwyspu. Poza tym istnieją niewielkie niziny nadbrzeżne, a jedynie na północy rozciąga się rozległa Nizina Padańska, wyznaczająca północną granicę półwyspu.
Niemal w całości przynależy do Włoch (131 275,37 km²), jedynie jego niewielka część stanowi terytorium enklaw: San Marino (61,19 km²) i Watykanu (0,44 km²).
Ze względu na swój kształt nazywany jest włoskim butem.